# Corpus Christi
|  | Per a altres significats, vegeu «Corpus Christi (desambiguació)». |

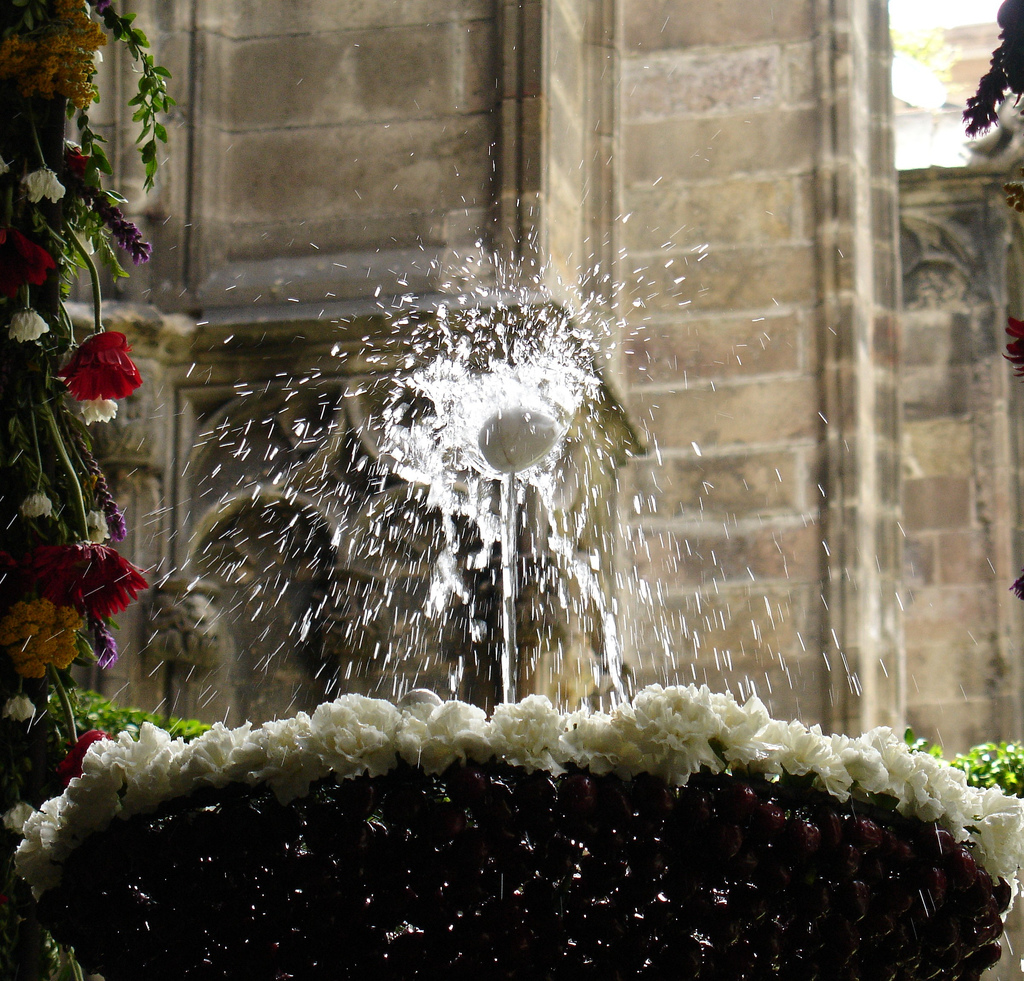
L'ou com balla al claustre de la Catedral de Barcelona

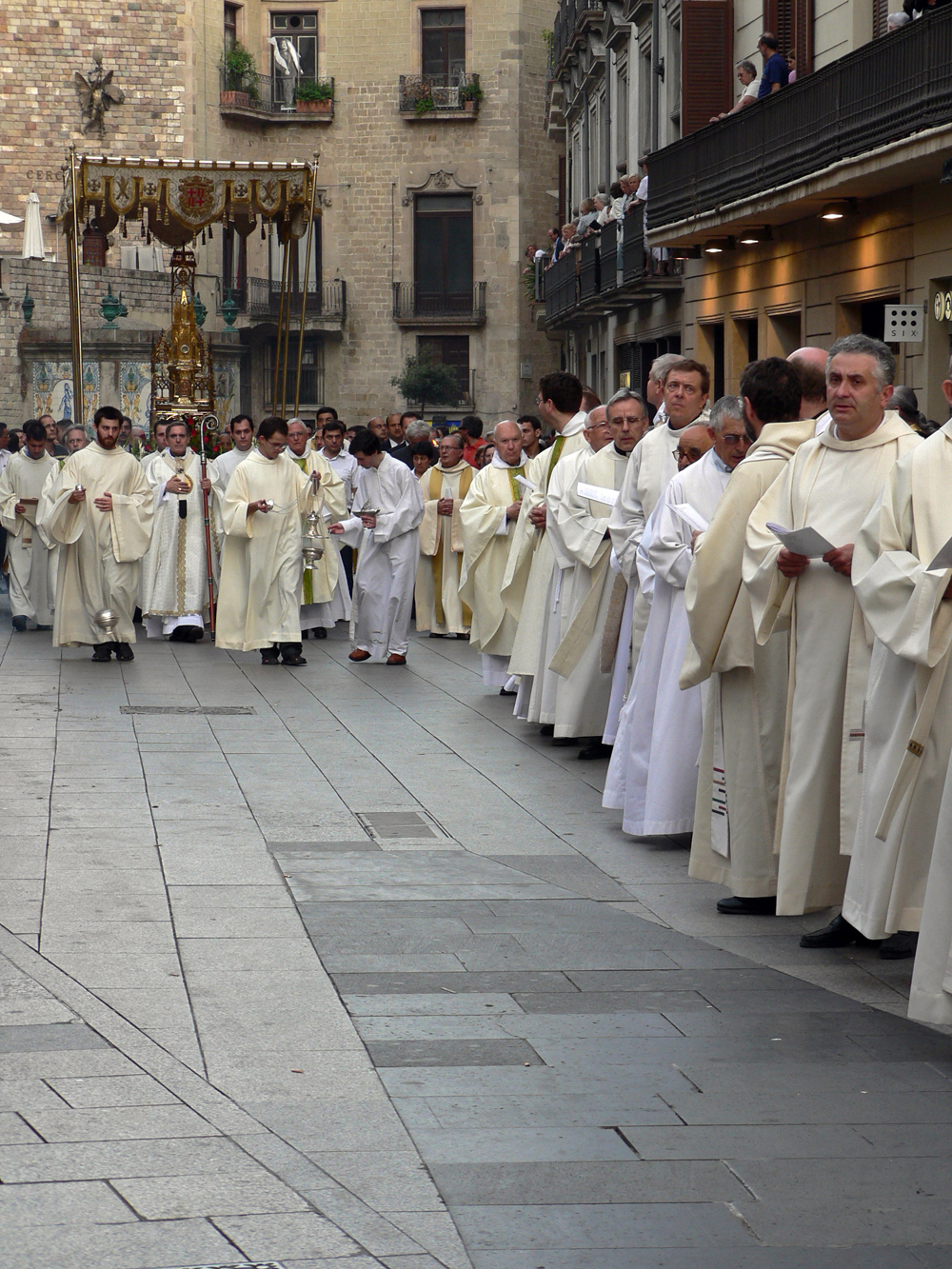
Processó del Corpus Christi a l'avinguda del Portal de l'Àngel de Barcelona

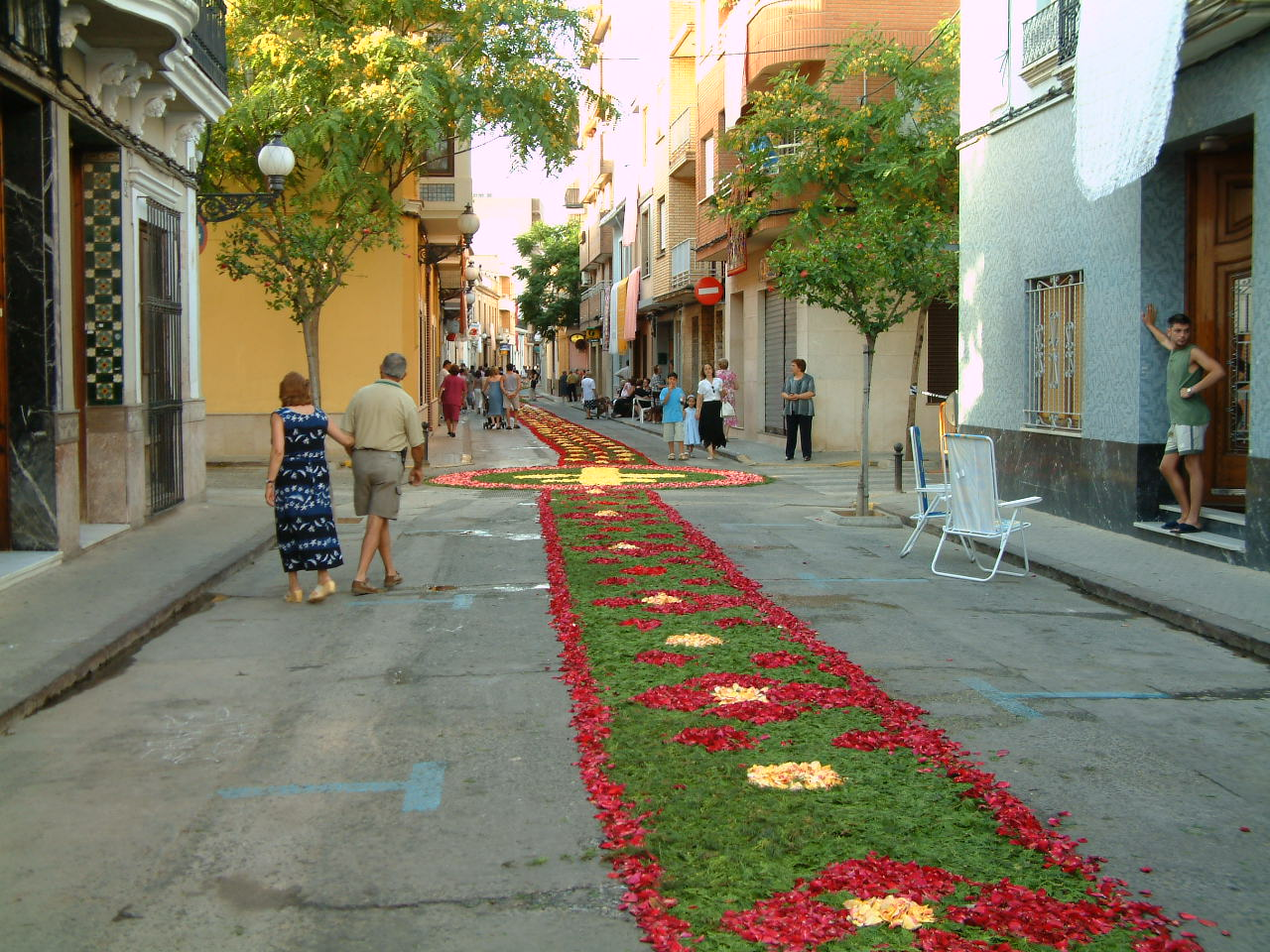
Corpus a Picanya

El Corpus Christi (en llatí «cos de Crist») o simplement corpus és una festa de l'església Catòlica en què es venera l'eucaristia. És una festa mòbil dins del calendari litúrgic que la situa el dijous següent a l'octava de Pentecosta.
Aquesta festa, d'origen medieval i instituïda pel papa Urbà IV l'any 1264, havia de servir a l'Església per a la veneració pública del sagrament de l'eucaristia, per exaltar la doctrina del cos de Crist, enfront dels que la negaven. És sobretot a partir del 1316 quan s'estén per tot Europa arran d'una butlla del papa Joan XXII. Encara al segle xxi, sis segles després, és un esdeveniment religiós, social, cultural i festiu de gran transcendència en certes regions.
Barcelona i Girona van ser les segones ciutats del món que van celebrar el Corpus amb una professó, de la qual hi ha notícies des de l'any 1320. Les professons del Corpus són l'antecedent de les actuals cercaviles de moltes festes majors. Deslliurades de l'element litúrgic, recuperen el caràcter pagà de bona part dels elements que en diferents moments la població va introduir a la festivitat religiosa, com ara les Enramades d'Arbúcies, el bestiari i altres entremesos arrelats a la tradició festiva a casa nostra.
Algunes de les festes de Corpus que s'han mantingut fins a l'actualitat són: la Patum de Berga, Corpus Christi de València, la festa de Corpus de Solsona, les enramades d'Arbúcies i d'Enramades de Sallent, les catifes de flors de Sitges i la Garriga, i la tradició de l'ou com balla a diverses poblacions, com Barcelona o Tarragona.

## Motiu
Al segle xiii hi havia pràctiques religioses que eren titllades d'heretgies per la jerarquia catòlica perquè s'apartaven dels ensenyaments doctrinals de l'església. Aquestes pràctiques convivien alhora amb certes creences ancestrals d'origen natural. La majoria eren pervivències atàviques de rituals pagans, que tampoc tenien res a veure amb els ensenyaments de l'església oficial, però que el poble compaginava amb les pràctiques cristianes.
És en aquest context que neix, al segle xiii, la festivitat del Corpus Christi. En aquella època, tots aquests corrents contradictoris i oposats en el si de la mateixa església catòlica van establir una veritable guerra de miracles entre les diferents postures per validar la tendència que cadascú defensava. La majoria d'aquests fets visionaris i miraculosos se centrava en el sagrament de l'eucaristia i van esdevenir crucials per defensar els postulats oficials de la jerarquia eclesiàstica.
Una de les heretgies més divulgades del moment, i un dels detonants originaris de la institució del Corpus, va ser la professada per Berenguer de Tours, que negava la presència real de Crist a l'eucaristia. Aquesta teoria no agradava gens a l'església oficial, cansada d'altra banda de tantes heterodòxies, debats i polèmiques religioses i que veia ara com algú atacava directament un dels postulats bàsics de la doctrina oficial.
La resposta a aquest atac contra el dogma de l'eucaristia va ser extraordinàriament ràpida. A través de la interpretació de les visions de Juliana de Bethune, priora del monestir de Mont Cornillon, proper a Lieja, el bisbe d'aquesta diòcesi, Robert de Thorete, va convocar un sínode diocesà l'any 1246 en el qual es va instituir una festivitat alegre en honor del Santíssim Sagrament. Aquesta nova celebració, molt allunyada del caràcter auster del Dijous Sant, que era el dia tradicional d'exaltació de l'eucaristia, es va col·locar el dijous després de la vuitada de Pentecosta i va tenir lloc per primera vegada el dia 5 de juny de 1249. El Corpus, doncs, naixia com una celebració local, circumscrita únicament al principat bisbal esmentat (avui part de Bèlgica).
Un miracle hauria ocorregut l'any 1263 a Bolsena, on, davant els dubtes d'un canonge que l'hòstia i el vi de la missa es convertissin en el cos i la sang de Jesucrist, d'uns corporals va brollar sang, va ser el veritable detonant que va fer que la festivitat s'estengués arreu. Davant el fet miraculós, el papa Urbà IV va decidir ampliar a tota la cristiandat el procés que ell mateix havia viscut i impulsat a Lieja. Així, l'any següent, a través de la butlla Transiturus de hoc mundo va instaurar la festivitat del Corpus Christi per celebrar de manera solemne la presència de Jesucrist a l'eucaristia. Abans hi hagueren altres miracles en el mateix sentit com el Sant Dubte d'Ivorra del 1010 o el del poble aragonès de Daroca.

## Festivitat a Catalunya
A Catalunya, celebracions de la festa de les quals hi ha constància, ja amb la presència del destacat element que va representar la professó, són les de Barcelona (1320), Manresa (1322), Vic (1330), Tortosa (1330), Solsona (1331) i Berga (1333). Fora de l'actual comunitat autònoma de Catalunya, les primeres celebracions foren a València (1355) i Perpinyà, que ja la celebrava a mitjan segle xiv. Segurament la festivitat va iniciar-se arreu al mateix temps; l'església, única institució coordinada a l'edat mitjana, així ho manava a través de les disposicions pontifícies, publicades per a tota la cristiandat. El fet que es disposi de documents més o menys reculats en el temps per a les diferents localitats és, simplement, fruit de la casualitat.
De bell antuvi, i a tot arreu, la festa de Corpus va agafar una estructura similar, a l'entorn de l'esmentada professó, l'element religiós i social més destacat de la celebració. La professó va esdevenir una desfilada triomfal del Santíssim Sagrament pels carrers i places de les viles i ciutats, un acte social d'importància cabdal. A redós d'aquesta manifestació de devoció s'hi va aplegar tothom, la qual cosa va exigir una ordenació lògica i natural. L'esperit d'ordre i protocol va mostrar-s'hi de bon principi i la professó va derivar cap a un 'aparador' on era important la participació i, encara més, el lloc que un ocupava en la desfilada. Així, la jerarquitzada societat medieval es veia perfectament reflectida en el seguici processional. Una bona mostra d'aquest fet és la cadira del Rei Martí, que segons la tradició és la que servia de seient al Sagrament a la professó de Barcelona. Amb el temps aquestes processons van incorporar figures de suport, entre elles els gegants, essent el primer d'ells el Goliat de Barcelona

### Entremesos
Ben aviat, potser des del mateix inici de la desfilada processional, van començar a participar-hi un seguit d'escenificacions més o menys ingènues i simplistes que tenien com a objectius principals l'educació i la moralització d'aquells que observaven el seguici. La primera notícia que es té d'aquestes representacions fa referència a Barcelona i data del 1380, quan algunes ja s'havien malmès. Moltes vegades, aquestes escenificacions, conegudes com a entremesos, eren simples cristianitzacions d'elements pagans preexistents, que no podien ser anorreats pel cristianisme i van ser readaptats. Aquests elements, que representaven diferents passatges de les sagrades escriptures, adquiririen caràcter processional definitiu convenientment passats pel sedàs de la religió imperant.
Amb el pas dels anys, aquests entremesos van obtenir entitat pròpia i van guanyar adeptes entre el poble, més pel vessant lúdic que pel caràcter alliçonador. D'aquesta manera, gradualment, van perdre el sentit original i, una vegada transformats en presència i participació, es van desvirtuar; tan sols van quedar, de les representacions, les parts més festives. Tots aquests elements, que havien servit al cristianisme per a educar els fidels en la fe, amb el pas dels anys van esdevenir notes discordants en el respecte i decòrum que exigia la processó, ja sense l'aire pedagògic i catequètic que havien tingut. Sembla que la gresca i la xerinola del seguici processional van augmentar en detriment de la consideració i la contemplació exigides.

### Bullícies

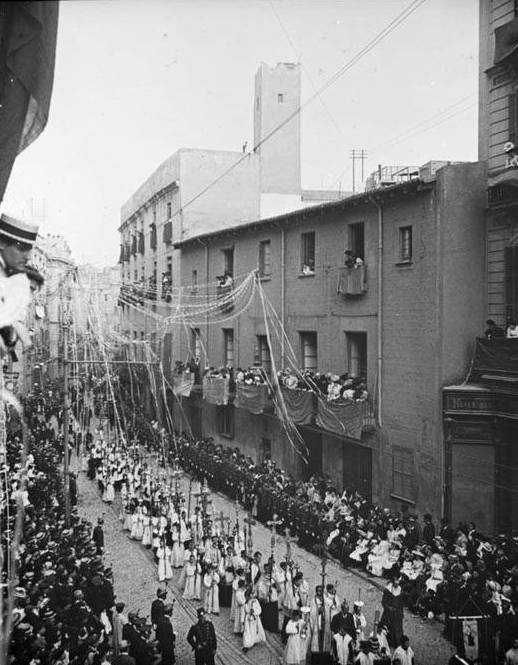
Processó de Corpus a Barcelona el 1900

Aquest vessant més divertit va donar pas a unes mostres festives, protagonitzades pels entremesos que prenien part a la professó, que posteriorment van derivar en les 'bulles' o 'bullícies' del Santíssim Sagrament. Aquestes manifestacions tenien un marcat caràcter civil, de manera que podem apuntar que la bulla acabaria sent al poder terrenal el que la professó era al poder celestial. De totes les antigues bullícies del Santíssim Sagrament que se celebraven a casa nostra, només ha perdurat fins als nostres dies la Patum de Berga.
La Patum, la primera forma d'expressió cultural catalana declarada Obra Mestra del Patrimoni Oral i Immaterial de la Humanitat per part de la UNESCO, se celebra anualment per la festivitat del Corpus a la ciutat de Berga. Des de dimecres i fins diumenge d'aquella setmana, els antics entremesos processionals, convertits avui en comparses festives, es despleguen per tots els racons de la ciutat.
Malgrat que ha evolucionat i s'ha transformat al llarg de la història, la Patum conserva l'essència civil i laica que va conformar la celebració en el moment de la gestació, ocorreguda, molt probablement, a les darreries del segle xiv. En aquest sentit, s'ha de destacar l'excepcionalitat de la Patum, ja que ha superat les diverses prohibicions eclesiàstiques, civils i fins i tot reials que les antigues bullícies del Santíssim Sagrament van patir al llarg de la història i que van comportar l'anorreament de totes.
Al segle xxi, les comparses que integren la Patum són el Tabal, els Turcs i Cavallets, les Maces, les Guites, l'Àliga, els Nans Vells, els Gegants, els Nans Nous i els Plens. El Tirabol, el ball final on algunes de les comparses dansen enmig de la gernació i en què participa tothom, posa el punt final a la celebració.

### Ou com balla
Altres elements propis de la festivitat del Corpus serien l'Ou com balla i les catifes de flors. L'ou com balla és una tradició que té lloc en diverses poblacions de Catalunya el dia del Corpus Christi. Consisteix a col·locar un ou buit, sobre el raig d'aigua d'un brollador d'una font, de manera que giravolti sense caure. La font, habitualment, es guarneix amb flors i fruites del temps, com les cireres, la ginesta i els clavells. S'ha identificat aquesta imatge amb la figura de l'eucaristia en el moment de l'elevació, i encara que potser només es tracta d'un simple joc. El cert és que aquesta tradició naix a la Catedral de Barcelona, amb documentació de principis del segle XVII tot i que s'especula que pugui ser anterior.

### Catifes de flors
Una altra de les expressions característiques del Corpus són les enramades o catifes de flors, elements habituals anys enrere en moltes poblacions catalanes i que avui perviuen sobretot en municipis com Sitges, Arbúcies o la Garriga. Les catifes de flors són obres d'art naturals, tan belles com efímeres. Unes obres que seran trepitjades per la professó de Corpus i el seguici festiu o per la cercavila substitutòria d'aquesta. No obstant això, antigament eren respectades per tots els participants de la professó, a excepció dels que portaven la custòdia, que eren l'essència del Corpus.

### Gastronomia
El panoli i la coca de cireres són dos dolços barcelonins que es venen al voltant de la festivitat de Corpus. Així doncs, és molt habitual de trobar-ne a les pastisseries de la ciutat entre els mesos de maig i juny. El panoli és un dolç anisat de farina, ou i sucre; i la coca de cireres es fa amb farina i sucre i s'enforna amb cireres naturals a sobre. Totes dues són menges típiques també de més indrets del país al voltant d'aquesta festivitat, i es poden trobar amb moltes variants.